# Штрупен
Штрупен (њем. Struppen) општина је у њемачкој савезној држави Саксонија. Једно је од 41 општинског средишта округа Зексише Швајц-Остерцгебирге. Према процјени из 2010. у општини је живјело 2.613 становника. Посједује регионалну шифру (AGS) 14628390.

## Географски и демографски подаци
Штрупен се налази у савезној држави Саксонија у округу Зексише Швајц-Остерцгебирге. Општина се налази на надморској висини од 123–337 метара. Површина општине износи 20,7 km². У самом мјесту је, према процјени из 2010. године, живјело 2.613 становника. Просјечна густина становништва износи 126 становника/km².

## Међународна сарадња
| Мјесто  | Држава | Врста сарадње | Од    |
| ------- | ------ | ------------- | ----- |
| Варкаус | Финска | партнерство   | 2008. |
| Извор   |        |               |       |